# Rossy Evelin Lima
Rossy Evelin Lima-Padilla (Veracruz, México, 18 de agosto de 1986) es lingüista y poeta galardonada internacionalmente. Ha sido publicada en numerosos artículos literarios, periódicos, revistas y antologías en España, Italia, el Reino Unido, Canadá, Estados Unidos, México, Venezuela, Chile, Argentina y Colombia y es también una ferviente promotora de la educación universitaria y el desarrollo de lectura en el sistema escolar público americano. Fue invitada a exponer su poesía en el Smithsonian Latino Virtual Museum en el 2015 e invitada a TEDxMcAllen donde expuso sobre su experiencia como escritora inmigrante en los Estados Unidos.

## Infancia y juventud
Lima creció en un ambiente familiar donde se disfrutaban los cuentos, la declamación poética y composiciones musicales. Rossy comenzó a escribir historias y poemas cortos desde la edad de seis años. Su influencia más grande fue su madre y abuelo quienes primero le presentaron los mundos fantásticos de la expresión poética. Fue en la poesía y los cuentos que encontró confort y afecto de parte de su familia a lo largo de su niñez.
En "Ecos de Barro de la Memoria a la Imagen, de la Imagen al Poema", Rossy describe como su abuelo contaba sus hipnotizantes aventuras. Cuenta como es que cuatro niños incluyéndose, se sentaban a los pies de su abuelo con cacahuetes en mano, escuchando su historia favorita. "Era la historia más vieja conocíamos, pero siempre era diferente." Según su abuelo, ellos vivían entre duendes, brujas y magos que se transformaban en animales. Fue esta pasión por los cuentos y aventuras que incitó a Rossy para crear sus propias historias y expresión literaria.
A la edad de 5, los padres de Lima decidieron dejar la verde y húmeda costa para mudarse la tierra seca del norte de México por asuntos de trabajo, y a la edad de 13 inmigró a los Estados Unidos donde más tarde terminaría una carrera en literatura y lingüística. Desde entonces ha residido en el sur de Texas.

## Activismo social
A la edad de 22 años mientras todavía era estudiante de posgrado en la Universidad de Texas-Pan American (ahora Universidad de Texas Rio Grande Valley), Lima fue presidenta del capítulo de la Sociedad Nacional Honorífica Hispánica Xi Rho donde empezó una campaña de activismo social a través de la promoción de la educación en el sur de Texas. Esta campaña requería que los miembros de este capítulo visitaran escuelas secundarias y preparatorias y dar presentaciones a los estudiantes, promoviendo e inculcando la idea de una educación universitaria. El liderazgo e impacto en el sur de Texas por parte de Lima fue tal, así como su excelencia en la lengua española, la literatura y la cultura, que recibió el Premio de Gabriela Mistral por la Sociedad Nacional Honorífica Hispánica en abril de 2010.

## Trabajo poético
La poesía de Lima ha sido traducida al inglés, portugués e italiano. En su poesía podemos encontrar temas como justicia social, la identidad del inmigrante y lucha, así como el panteísmo. En poemas como: Indio, Mujer, Mi color, Arabia Saudita, Canto de tristeza, Cuicani, y Llorona, podemos sentir el llamado profundo de igualdad y justicia social por parte de Lima para los grupos indígenas, inmigrantes y mujeres. Poemas como: Dos lenguas, El río y la frontera, La culebra, Si te digo frontera, Mi lengua, Miel de mezquite, Las islas, La bodega, y África de mi sangre, hablan sobre la identidad, la aculturación y las lucha contra la discriminación del inmigrante. El panteísmo también es un tema constante en la poesía de Lima y puede ser identificado en poemas como: Soja la flor de loto, Percibo, Vidrio, La roca, Tranquilidad, Silencio, Fauna, y Ya germinaba.

## Publicaciones
Rossy ha sido publicada en varias revistas literarias y periódicos en los Estados Unidos, México, Canadá, el Reino Unido, España, Chile, Venezuela y Argentina como "Wildness: Platypus Press" Londres, Reino Unido (2016); "3D3 Revista de Creación: Asociación Cultural Myrtos" Andalucía, España (2010); "Negritud" Atlanta, Georgia (2012); "Trajín Literario" Xochimilco, México (2012); "Hartz Núm. 22" Madrid, España (2012); "Stellar Showcase Journal" Toronto, Canadá (2012), "Letralia" Cagua, Venezuela (2013) y "La Soga" Coquimbo, Chile (2014) entre otras.
Ha sido publicada en varias antologías tales como: "La ruta de los juglares" McAllen, Texas (2007); "Letras en el estuario" Matamoros, México (2008); Antología "La mujer rota" Guadalajara, Jalisco (2008); "El Retorno: Our Serpent's Tongue" Edinburg, Texas (2012) y "Along the River II" Rio Grande Valley, Texas (2012), "Fuego del aire", Houston, Texas (2015), "Nuevas Voces Poeticas", Austin, Texas (2015), and co-edited the anthology "Outrage", Austin, Texas (2015). 

### Ecos de barro
Ecos de barro y Ecos de barro de la memoria a la imagen de la imagen al poema son dos trabajos distintos creados por Lima. Ecos de barro es un libro de poesía publicado en el 2013 por Otras Voces Press y Ecos de barro de la memoria a la imagen de la imagen al poema es su trabajo de tesis nivel Maestría donde explora la relación entre el uso de memoria como proceso creativo y las distintas fases de identidad. Este trabajo también incluye poesía. Ambos trabajos son complementarios para entender el propósito y la voz poética de Lima y comparten una visión profunda del mundo poético de la autora.

### Aguacamino/Waterpath
Aguacamino/Waterpath es el segundo poemario de Lima, publicado en el 2015 por Mouthfeel Press. Este trabajo es un poemario completamente bilingüe donde la autora expresa su experiencia como escritora inmigrante en los Estados Unidos. Algunos de su poemas más reconocidos en este poemario son: "Las islas", "Cruzar la frontera", y "La ciudad del inmigrante", donde la autora narra su lucha como inmigrante y hace un llamado humanitario de unión y compasión.

## Crítica
"La poesía hace un llamado al entendimiento y la visión; en su trabajo, la poeta Lima demuestra su capacidad en ambas instancias, en el entendimiento y en el dominio del material. Su visión poética es clara, sin adulteraciones, e igualmente importante, su enfoque. Leí sus poemas en voz alta y descubrí una nueva voz en la literatura hispana."
—Rolando Hinojosa Smith, escritor mexicoamericano y crítico, Ecos de Barro (libro)

"Los textos de Rossy Lima se apoderan de una temática fronteriza, y establecen no sólo un canto de denuncia, sino de ancha solidaridad. La autora no pretende asumir la voz de comunidades enteras pero sabe sí que al iluminar tan dolorosas realidades surge otra forma de conocimiento, de posibilidad de aproximaciones solidarias, de gestación de nuevas opciones esteticas."
—Saúl Ibargoyen, escritor uruguayo, Ecos de Barro (libro)

"Ochenta textos rebosantes de aliento genuino ponen de relieve un espíritu inquieto, pleno de exuberante creatividad. En los versos de Rossy hay, ¿quién lo duda? Un diálogo con Walt Whitman. Ella, como él, siente en su pecho y en lo más recóndito del corazón, que contiene multitudes. En sus versos se estructuran elementos telúricos, ancestrales, del caudal mitológico universal y autóctono, polifonía que tal vez Mijaíl Batjin hubiera disfrutado con especial fruición."
—Raúl Mesa, escritor cubano, Ecos de Barro (libro)

"Los poemas sobre la lengua propia me llegaron al alma. La estructura, las imágenes y la voz poética que brota entrañablemente y se expresa en forma totalmente original, sin adornos, muy propia, muy conmovedora también para el lector."
—Dolores Castro, escritora mexicana, Ecos de Barro (libro)

## Cultura popular
En el capítulo veintinueve de la segunda temporada de la serie televisiva Jane the Virgen en la cadena The CW en Estados Unidos, Rossy Evelin Lima es mencionada como parte de la trama. En esta escena, Jane (la protagonista) nerviosamente planea acercarse a la Dra. Lorraine Bolton, una autora best seller de New York Times durante una fiesta navideña para los estudiantes de posgrado, buscando que la Dra. Bolton se convierta en su consejera de posgrado. Jane había investigado cuidadosamente una lista de cinco temas que ella pensaba eran anécdotas espontáneas y graciosas para crear una buena impresión. Uno de estos temas es Rossy Evelin Lima.

## Premios
- Premio Internazionale di Poesia La Finestra Eterea. (Milán, Italia, 2017)
- El premio International Latino Book Award por su libro Aguacamino/Waterpath. (EE. UU., 2016)
- El Premio Orgullo Fronterizo Mexicano por el Instituto de Mexicanos en el Exterior. (EE. UU., 2016)
- El premio de poesía internacional Premio Internazionale di poesia Altino en Italia. (Venecia, Italia, 2015)
- Su libro Ecos de barro fue reconocido por el International Latino Book Awards. (EE. UU., 2014)
- El primer lugar para el Premio de Poesía Along the River por parte de la editorial VAO Publishing. (McAllen, Tx., 2012)  (enlace roto disponible en Internet Archive; véase el historial, la primera versión y la última).
- El primer lugar en el concurso de poesía Certamen literario José Arrese. (Brownsville, Tx., 2011)
- El Premio de Gabriela Mistral por la Sociedad Honorífica Hispánica Nacional. (EE. UU., 2010)
- El primer lugar en el concurso de poesía 2.º Coloquio Estudiantil en la Universidad de Texas Pan-American. (Edinburg, Tx., 2010)

## Otros trabajos
Además de ser una participante activa en diversos congresos y simposios de literatura y lingüística desde el 2006, Lima organiza constantemente eventos artísticos para la comunidad, incluyendo talleres de escritura creativa con un enfoque en el descubrimiento de identidad a través de poesía. 